# Wielka, większa i największa (film)
Wielka, większa i największa – polski film młodzieżowy z 1962 roku w reżyserii Anny Sokołowskiej. Film jest ekranizacją powieści Jerzego Broszkiewicza pod tym samym tytułem. 

## Fabuła
Para głównych bohaterów – nastolatkowie „Ika” i „Groszek”, podczas podwórkowej zabawy na trzepaku, zauważają stary, zniszczony samochód – Opla Kapitana, którego właśnie sprezentował sobie ich sąsiad. Niedługo potem „Groszek” staje skutecznie w obronie „Kapitana”, którego grupa podwórkowych łobuzów chce pozbawić kół. Jak się wkrótce okazuje, stary Opel nie jest zwykłym autem – przy pomocy swojego radia potrafi porozumiewać się z ludźmi, sam się prowadzi. Dwójce bohaterów powierza trzy zadania mające na celu ratowanie ludzi w potrzebie. Każde z tych zadań-przygód jest ważniejsze od poprzedniego (stąd tytuł) – najpierw „Ika” i „Groszek” odnajdują zaginionego chłopca i pomagają milicji ująć poszukiwanego przestępcę, który go porwał, następnie ratują załogę zaginionego samolotu pasażerskiego „Tajfun”, który lądował awaryjnie na Saharze, aż w końcu muszą pertraktować z przedstawicielami planety Vega, którzy zaniepokojeni atomowymi próbami na Ziemi sprowadzili ich na swoją planetę, aby przekonać się czy rasa ludzka zagraża całemu wszechświatowi. We wszystkich trzech przygodach, pomocy „Ice” i „Groszkowi” udzielają maszyny i urządzenia techniczne – jest to sam „Opel Kapitan”, samolot „Jak”, ale także mniejsze przedmioty takie jak radioodbiorniki i telefony.    

## Obsada
Obsadę filmu stanowili:
- Kinga Sieńko – „Ika”
- Wojciech Puzyński – „Groszek”
- Zofia Kucówna – matka „Groszka”
- Bronisław Pawlik – ojciec „Groszka”
- Urszula Modrzyńska – matka „Iki”
- Andrzej Szczepkowski – ojciec „Iki”
- Janusz Kłosiński – Eustachy Kużewik, porywacz chłopca
- Jan Matyjaszkiewicz – wspólnik Eustachego Kużewika
- Zygmunt Malawski – właściciel Opla Kapitana
- Teodor Gendera – kapitan samolotu „Tajfun”
- Bogusz Bilewski – drugi pilot samolotu „Tajfun”
- Mieczysław Stoor – radiotelegrafista samolotu „Tajfun”
- Zbigniew Józefowicz – milicjant aresztujący porywaczy
- Roman Wilhelmi – mieszkaniec planety Vega
- Edyta Wojtczak – ona sama
- Jan Suzin – on sam
- Czesław Nowicki – on sam
- Danuta Przesmycka – głos „Iki”
- Stanisław Milski – głos „Opla Kapitana”
- Kazimierz Wichniarz – głos „Jaka”
- Janusz Gajos - głos radioodbiornika "Kieszonkowego"

## Produkcja
Film był reżyserskim debiutem  Anny Sokołowskiej. Miał premierę 4 marca 1963 w Warszawie.

## Odbiór
Według Moniki Talarczyk-Gubały, piszącej w 2013 r., recenzenci oceniali ten film negatywnie.
W 1963 r. film pozytywnie zrecenzował dla "Tygodnika Powszechnego" Jan Józef Szczepański. Szczepański ocenił film jako "jedną z najbardziej udanych pozycji młodzieżowych naszej kinematografii". Pochwalił "obiecujący talent reżyserki" Sokołowskiej, pisząc, że ujawnia się on w jednym z "głównych uroków filmu", którym są "wyczute i bardzo precyzyjnie przeprowadzone konfrontacje wątków fanstycznych z codziennością". Pozytywnie wyraził się też o scenariuszu filmu, który uznał za "nie obciążony pedagogicznym natręctwem, pełen przygodowej werwy oraz humoru oraz przyjemnie zabarwiony baśniowym sentymentem, przetransponowanym umiejętnie na język współczesnych pojęć i akcentów wychowawczych". Za pionierskie i innowatorskie i "rozszerzające ścieżki dziececęj wyobraźni" uznał "cybernetyczne zoo" Broszkewicza (ożywione maszyny, grające rolę bajkowych postaci drugoplanowych). Co do samej fabuły, Szczepański uznał trzecią przygodę za najmniej oryginalną i "najbardziej przesyconą werbalną dydaktyką", za co obwinił scenografię - bardzo plastyczną ale dla recenzenta jednak za teatralną.
W tym samym roku Tadeusz Kowalski pisząc dla czasopisma "Film" pochwalił materiał źródłowy (oryginalną książkę Broszkiewicza), a sam film ocenił jako "ambitną próbę poszukiwania nowych rozwiązań", jednak skrytykował go za "niezrozumiałe zaniedbania" w drugiej i trzeciej części (przygodach "większej" i "największej"; swoją opinię na temat trzech części filmu wyraził w tytule swojej recenzji - Dobra gorsza i najgorsza). Specyficznie wymienił tutaj niezamierzony komizm niektórych mało realistycznych scen, fatalną grę dorosłych aktorów, i problemy z dekoracjami, oświetleniem i ścieżką dżwiękową.
Też w tym roku Mieczysław Walasek recenzując film dla czasopisma "Ekran" napisał, że jego zaletą jest sam fakt, że dotyczy on "rzadkiego u nas, albo bardzo wdzięcznego i potrzebnego gatunku filmu fantastyczno-przygodowego"; skrytykował go jednak za wady ("nierówny w konstrukcji dramaturgicznej... realizatorzy idą [często] na łatwiznę, eksponują dowcip przeznaczony dla ludzi dorosłych, fałszywie brzmiący w ustach dzieci, w dodatku rozbijający gatunkową jednorodność utworu").
W 2004 Krzysztof Loska w swojej Encyklopedii filmu science fiction napisał, że jest to wierna ekranizacja powieści, ale "w warstwie wizualnej... straciła znacznie na atrakcyjności" na skutek upływu czasu.
W 2025 Gary Westfahl w haśle o filmie dla The Encyclopedia of Science Fiction napisał, że film jest "ogólnie zabawny, choć nie jest szczególnie ekscytujący".